# Omen (seria filmowa)

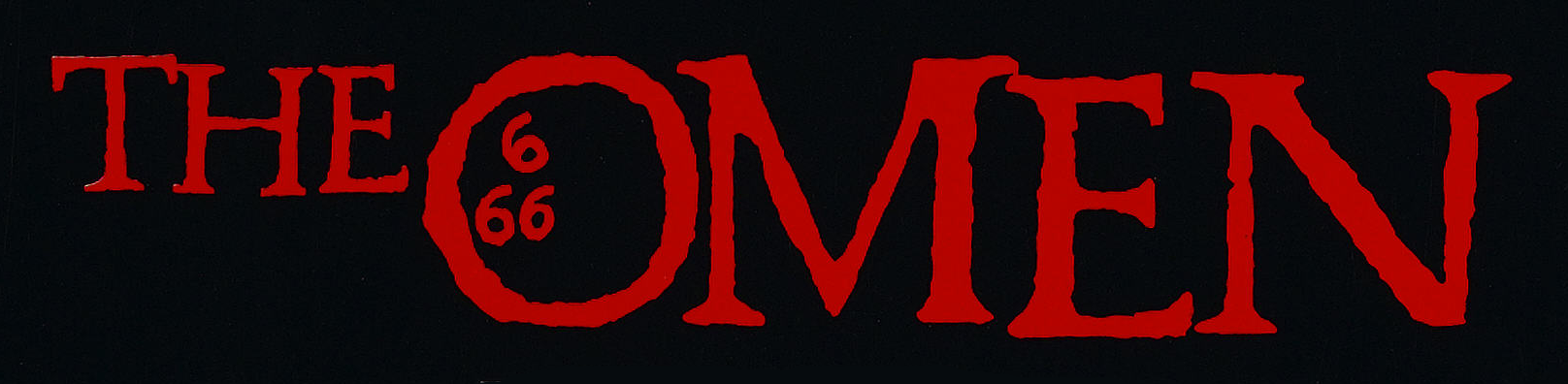
Logo serii Omen

Omen – seria horrorów filmowych. Pierwszy film powstał w 1976, jego reżyserem był Richard Donner.
Fabuła Omenów obraca się wokół biblijnej zapowiedzi o nadejściu Antychrysta i końcu świata. W przeciwieństwie do serii powieści Powieść o czasach ostatecznych, nie niesie ze sobą żadnego ewangelistycznego przesłania, a to, co zapisane zostało w Piśmie Świętym, zostało wykorzystane do stworzenia scenariusza.

## Seria
Seria składa się z czterech filmów:
- Omen (The Omen), 1976, reż. Richard Donner
- Omen II (Damien: Omen II), 1978, reż. Don Taylor
- Omen III: Ostatnie starcie (Omen III: The Final Conflict), 1981, reż. Graham Baker
- Omen IV: Przebudzenie (Omen IV: The Awakening), 1991, reż. Jorge Montesi

Film Omen IV: Przebudzenie, opowiadający o córce Damiena, przez wielu nie zyskał miana integralnej części serii, przede wszystkim ze względu na jego niezwykle komercyjny charakter, „kalkowanie” poprzednich filmów oraz słabą fabułę i wykonanie.
Powstał także remake pierwszego filmu Omen w reżyserii Johna Moore'a z Lievem Schreiberem i Julią Stiles w rolach głównych.
Omen czerpie z symboliki religijnej, np. data urodzin Damiena (6 czerwca, godzina szósta rano) po zestawieniu cyfr daje liczbę 666, ksiądz swój pokój w klasztorze wytapetował stronami Biblii, aby uchronić się ode złego, na Damiena negatywnie działają krzyże czy figury przedstawiające Boga.

## Powieści
- David Seltzer, The Omen (1976)
- Joseph Howard, Damien: Omen II (1978)
- Gordon McGill, Omen III: The Final Conflict (1980)
- Gordon McGill, Omen IV: Armageddon
- Gordon McGill, Omen V: The Abomination (1985)

Pierwsze trzy powieści pokrywały się z wydarzeniami przedstawionymi w kolejnych filmach z serii. Czwarta powieść w zupełności nie pokrywa się z fabułą czwartej części filmu, nieuznawanej przez większość za część serii, powstałej w 1991 roku, czyli kilka lat po wydaniu książki. Fabuła czwartej książki jest kontynuacją wydarzeń z Omena III, piąta część jest natomiast kontynuacją części czwartej.